# Шофроня
Шофроня (рум. Șofronea) — село у повіті Арад в Румунії. Адміністративний центр комуни Шофроня.
Село розташоване на відстані 425 км на північний захід від Бухареста, 12 км на північ від Арада, 58 км на північ від Тімішоари.

## Населення
За даними перепису населення 2002 року у селі проживали 1955 осіб.
Національний склад населення села:
| Національність | Кількість осіб | Відсоток |
| -------------- | -------------- | -------- |
| румуни         | 1572           | 80,4%    |
| угорці         | 370            | 18,9%    |
| німці          | 9              | 0,5%     |

Рідною мовою назвали:
| Мова      | Кількість осіб | Відсоток |
| --------- | -------------- | -------- |
| румунська | 1589           | 81,3%    |
| угорська  | 362            | 18,5%    |